# Лабенск
Лабенск — деревня в Краснопрудской волости Псковского района Псковской области России.
Расположена в 2 км к востоку от волостного центра Кирово и в 41 км к югу от города Пскова.

## Население
Численность населения деревни по состоянию на 2000 год составляла 3 жителя.

## История
До 31 декабря 2010 года деревня входила в состав ныне упразднённой Москвинской волости.

## География
Деревня находится в 32 километрах от центра Пскова. 